# Zenon Kruk
Zenon Kruk (ur. 14 grudnia 1907 w Kornalowicach, zm. 28 grudnia 1986 w Bytomiu) – polski piłkarz grający na pozycji napastnika, rozegrał 22 spotkania w I lidze.
Zenon Kruk był wychowankiem Lechii Lwów, której był członkiem w latach 1926–1939. W sezonie 1931, jedynym w którym Lechia występowała w I lidze rozegrał w jej barwach 22 spotkania, strzelając 6 bramek, co uczyniło go najskuteczniejszym piłkarzem klubu w tamtym sezonie. W czasie II wojny światowej był uczestnikiem kampanii wrześniowej, następnie więźniem stalagu.
Był ojcem Mieczysława Kruka, również piłkarza.